# Derült égből fasírt
A Derült égből fasírt (eredeti cím: Cloudy with a Chance of Meatballs) média franchise, amelyet a Sony Pictures Animation készített, és lazán a ugyanaz a név írta Judi Barrett. A filmek általában pozitív kritikákat kaptak a kritikusoktól. A sorozat 517 millió dollárt keresett a pénztáraknál.

## Filmek

### Derült égből fasírt(2009)
Flint Lockwood gyerekkora óta feltaláló szeretett volna lenni. Számtalan dolgot készített, melyek mind katasztrófát okoztak. A kisváros, ahol él, Halfalva régen szardínia konzervgyárat üzemeltetett, de a csökkenő kereslet miatt a gyárat be kellett zárni. A polgármester szardínia stílusú vidámparkot építtet hogy fellendítse a helyi turizmust. Flint Lockwood olyan gépet épít, ami víz betöltésével ételt készít, de a beüzemeléssel földig rombolja a vidámparkot, a masina pedig az égbe száll. Színes felhők jelennek meg az égen, melyekből készétel hullik. Az ételeső hamar népszerűvé teszi Halfalvát, amit a polgármester át is keresztel Nyalva-falvára. A helyből népszerű turista-úticél lesz, ahová luxushajókkal érkeznek az emberek, de a megnyitó ünnepség katasztrofális véget ér. Súlyos ételviharok kezdenek lesújtani az egész világra. A katasztrófát csak úgy lehet megállítani, ha Flint és barátai elrepülnek az ételgyártó géphez és kikapcsolják.

### Derült égből fasírt 2. – A második fogás(2013)
Visszatérve a Fecske-vízeséshez észreveszik, hogy az ételekből készült dzsungelszerű környezet benőtte a szigetet. Tim lemarad, míg Flint és a többiek nyomoznak, és egy élő táplálékállatok hatalmas élőhelyét találják, úgynevezett foodimals, és találkoznak egy aranyos Barry becenevű eperrel. Tim elhagyott felszerelésüzletében szardínia után kutatva találkozik egy humanoid savanyúság családjával, és horgászat útján köt össze velük. Chester rájön, hogy Flint megengedte barátainak, hogy csatlakozzanak hozzá a misszióhoz, ezért Barbval együtt utazik a szigetre, bosszúsan és elszántan választja el őket, és éppen időben érkezik, hogy megmentse őket egy sajtpóktól. Ezután Flint megtalálja régi laboratóriumát, és feltalál egy eszközt az FLDSMDFR megtalálásához. Miután megúszta a Tacodile-támadást, Sam észreveszi, hogy a foodimal megvédte családját, és gyanakodni kezd Chesternek. Sam megpróbálja meggyőzni Flintet, hogy kímélje az ételeket, de Flint szándékában áll lenyűgözni Chester-t. Sam indulatosan távozik, Flint többi társa pedig vele megy. A dzsungelben Manny megerősíti Sam gyanúját, amikor megfordítja a Live Corp logót, hogy az "Élő" hátrafelé "Gonosz" legyen. Ezenkívül Sam bebizonyítja, hogy az élelmiszer-állatok nem jelentenek kárt azzal, hogy megszelídítik a sajtpókot. Megtudják azt is, hogy az étkezési állatok már korábban is tudták az igazságot a Live Corp-ról. Chester szándékának megvalósítása után a csoportot az Evil Corp munkatársai csapják le.

### Lehetséges harmadik rész
2023 szeptemberében, Phil Lord író felfedte, hogy a 2023-as SAG Aftra sztrják előtt már megvolt a harmadik film forgatókönyve, melynek alcíme a "Fruit of Grapes", magyarra fordítva: "Szőlők bolygója" (Szépen rímelve ezzel a Majmok bolygójára). Azonban egyenlőre a Sony Pictures Entertaiment nem erősített meg semmit a harmadik résszel kapcsolatban.

## Televíziós sorozat

### Derült égből fasírt(2017-18)
Flint Lockwood, a Derült égből fasírt főszereplője egy tinédzser, aki arról álmodik, hogy komoly tudós lesz és találmányaival megváltoztatja a világot. Flint nem szeretne szardíniával foglalkozni, mint mindenki más a városban, ő a tudománynak szeretne élni. Flint természetesen nem egyedül végzi kísérleteit: jóbarátja Sam Sparks, az új lány, aki nemrég költözött a városba. Az időjósgyakornok Sam és Flint gyorsan megtalálják a közös hangot, úgyszólván lelki társak. Miközben a két különc közös találmányaik megvalósításán dolgozik, sok vicces kalandot él át, és gyakran sietnek a városlakók segítségére.